# چهار مقاله
چهار مقاله یا مجمع‌النوادر کتابی است از نظامی عروضی سمرقندی که سدهٔ ششم هجری نگارش یافته‌است. نام اصلی کتاب مجمع‌النوادر است ولی از آنجایی که در این کتاب از چهار فنِ دبیری، شاعری، طب، و نجوم، در چهار بخش جداگانه سخن رفته، از قدیم به نام چهار مقاله معروف شده‌است. کتاب در بین سال‌های ۵۵۱ و ۵۵۲ هجری قمری به یکی از شاهزادگان آل شنسب تقدیم شده‌است.
محمدتقی بهار در سبک‌شناسی نوشته است که نظامی عروضی جایگاه والایی در شعر ندارد اما در نثر مقامی بس عالی دارد و چهارمقاله‌ی او یکی از بهترین نمونه‌ی انشای نثر مرسل و غیرمتکلفانه‌ی فارسی است.
نویسندهٔ این کتاب، ابوالحسن نظام‌الدین یا نجم‌الدین احمد بن عمر بن علی سمرقندی معروف به نظامی عروضی از شعرا و نویسندگان قرن ششم هجری است. نظامی چهار مقاله را وقف ابوالحسن حسام‌الدین علی، شاهزاده‌ای از سلسلهٔ شاهان آل شنسب کرده بود و زمانی که در حال نگارش چهار مقاله بود، چهل و پنج سال را در خدمت این خاندان گذرانده بود.
چهار مقاله مشتمل بر یک حمد و ثنا، یک مقدمه، چهار گفتار، و یک مؤخره است. مقدمه شامل پنج بخش است که شامل مدح حاکمان معاصر غوری است و در مورد خلقت جهان، کرات آسمانی، ستارگان، مواد معدنی، گیاهان، حیوانات، انسان، حواس باطنی و ظاهری و حکایت و توجیهات نبوت، امامت، حاکمیت، و حکومت است. گفتارهای چهارگانه به شرح وظایف دبیران، صفات دبیر و مسائل مرتبط با آن، صفات مورد نیاز شاعران و شعر آنها، نجوم و دانش گستردهٔ مورد نیاز منجمان، و طب و نصایح پزشکان می‌پردازند. مؤخره نیز آرزوی موفقیت حامیان نویسنده را بیان می‌کند.
به دلیل رواج چهار مقاله، تعداد نسخه‌های چاپی آن در ایران و خارج از ایران زیاد است. نخستین چاپ انتقادی توسط محمد قزوینی تهیه و با مقدمه و یادداشت‌هایی منتشر شد. چاپ قزوینی توسط محمد معین تصحیح شد و با تعلیقات و یادداشت‌های اضافی توسط معین و پژوهشگران دیگر منتشر شد. چهار مقاله به چندین زبان دیگر از جمله، اردو، عربی، فرانسوی، ترکی، انگلیسی، و روسی نیز ترجمه شده‌است.

## نویسنده
تاریخ دقیق تولد و مرگ نظامی مشخص نیست، اما احتمالاً در ربع آخر قرن پنجم به دنیا آمده‌است. بیشتر اطلاعات ناچیز ما در مورد حرفهٔ نظامی از قسمت‌های پراکنده در خود چهار مقاله به دست می‌آید. در سال ۵۰۴ در زادگاهش سمرقند بود و در آنجا اطلاعاتی دربارهٔ رودکی جمع‌آوری کرد. در بلخ در سال ۵۰۶ در ضیافتی با خیام و ابوحاتم مظفر اسفزاری ملاقات کرد. در سال ۵۰۹ در هرات بود. سال بعد عازم اردوگاه سلطان سنجر در نزدیکی توس شد و در آنجا با امیر معزی شاعر ملاقات کرد که استعداد شعری او را مورد سنجه قرار داد. او در این سفر آرامگاه فردوسی را در طوس مورد بازدید قرار داد و در همان سال در نیشابور بود و احتمالاً به مدت چهار یا پنج سال در نیشابور اقامت داشته‌است. در سال ۵۴۷ در نبرد میان سلطان سنجر سلجوقی و سلطان علاءالدین غوری در ولسوالی اوبه نزدیک هرات با سپاه شکست‌خوردهٔ غوری بود و مدتی پس از آن در هرات مخفی شد.
نظامی خود مدعی است که نزد عمر خیام درس خوانده‌است اما از استاد دیگری به نام ابوجعفر بن محمد ابی سعد نیز نام می‌برد. دولتشاه، نظامی را یکی از شاگردان امیر معزی توصیف می‌کند، اما این احتمالاً تفسیری از روایت نظامی از ملاقاتش با امیر معزی در ۵۱۰ است. در منابع متأخر اطلاعات بیشتری در مورد نظامی یافت نمی‌شود، جز اینکه دولتشاه و حاجی خلیفه به اشتباه، نظامی را سرایندهٔ منظورمهٔ ویس و رامین ذکر می‌کنند. نظامی چهار مقاله را وقف ابوالحسن حسام‌الدین علی، شاهزاده‌ای از سلسلهٔ شاهان آل شنسب کرده بود و زمانی که در حال نگارش چهار مقاله بود، چهل و پنج سال را در خدمت این خاندان گذرانده بود.
نظامی به جز نگارش چهار مقاله، شعرهایی نیز سروده‌است. خود او می‌گوید شاهزاده‌ای در بلخ او را به خاطر بداهه‌گویی شاعرانه‌اش ستوده‌است. با این حال، چند قطعه از اشعار او که امروزه در دسترس است، جذابیت خاصی را نشان نمی‌دهد.

## محتوا
چهار مقاله مشتمل بر یک حمد و ثنا (ص ۱–۲)، یک مقدمه (ص ۳–۱۸)، چهار گفتار (ص ۱۹–۱۳۴)، و یک مؤخره (ص ۱۳۵–۳۶) است. مقدمه شامل پنج بخش است که شامل مدح حاکمان معاصر غوری است و در مورد خلقت جهان، کرات آسمانی، ستارگان، مواد معدنی، گیاهان، حیوانات، انسان، حواس باطنی و ظاهری و حکایت و توجیهات نبوت، امامت، حاکمیت، و حکومت است. گفتارهای چهارگانه به شرح وظایف دبیران، صفات دبیر و مسائل مرتبط با آن، صفات مورد نیاز شاعران و شعر آنها، نجوم و دانش گستردهٔ مورد نیاز منجمان، و طب و نصایح پزشکان می‌پردازند. مؤخره نیز آرزوی موفقیت حامیان نویسنده را بیان می‌کند.
نظامی معتقد است که هیچ حاکمی بدون چهار گونه از کارگزاران، شامل دبیر، شاعر، منجم و طبیب که از یاران نزدیک او هستند، نمی‌تواند کار کند و دلیل تألیف کتاب را همین امر دانسته‌است. به عقیدهٔ او، که ممکن است بازتاب دیدگاه‌های رایج آن زمان نیز باشد، نظم قلمرو به وسیلهٔ دبیران، تداوم نام نیک آن توسط شاعران، زمان مناسب کار آن توسط منجمان، و سلامتی حاکم نیز توسط پزشکان تأمین می‌شود. نظامی در آغاز هر مقاله به اختصار عملکرد مورد بحث را شرح می‌دهد. سپس در مورد صفات انسانی مورد نیاز و چگونگی کسب این صفات، یعنی از طریق آموزش، مطالعه، روش‌شناسی، سبک و رعایت اصول و موازین رفتاری لازم بحث می‌کند. این فرازها با وجود اختصار، حاوی نکات مهمی هستند؛ مثلاً نظامی در بحث تعریف وظایف دبیران و تعریف شعر، به جوهر و تأثیر نثر و منظوم آنها اهمیت بیشتری می‌دهد تا فرم.
علاوه بر این، هر مقاله شامل حدود ده حکایت نمونه است که خواندن کتاب را جذاب می‌کند. حکایات حاوی اطلاعات جالبی دربارهٔ هویت و شغل رجال و دانشمندان برجسته است که غالباً در جاهای دیگر یافت نمی‌شوند، مانند رودکی، عنصری بلخی، فرخی سیستانی، امیر معزی، ازرقی هروی، مسعود سعد سلمان، رشیدی سمرقندی و عمعق بخاری، فردوسی، خیام، ابن سینا و چندین مورد دیگر، و نیز شرح وقایعی که نویسنده در آن حضور داشته‌است. با این حال، اطلاعات تاریخی یافت‌شده در چهار مقاله، حتی در مورد حوادثی که در زمان حیات نویسنده رخ می‌دهد، با اشتباهات مکرر (آشفتگی نام‌ها، تاریخ‌ها، و غیره) به شدت خدشه‌دار شده‌است. برای نمونه، او سلاطین سلجوقی، سنجر و مسعود را با یکدیگر اشتباه گرفته‌است.

## نسخه‌ها و تصحیح‌ها
به دلیل رواج چهار مقاله، تعداد نسخه‌های چاپی آن در ایران و خارج از ایران زیاد است. نخستین چاپ انتقادی توسط محمد قزوینی تهیه و با مقدمه و یادداشت‌هایی منتشر شد. چاپ قزوینی توسط محمد معین تصحیح شد و با تعلیقات و یادداشت‌های اضافی توسط معین و پژوهشگران دیگر منتشر شد.
مشهورترین نسخه‌های خطی چهار مقاله عبارتند از:
1. نسخهٔ محفوظ در کتابخانهٔ موزهٔ بریتانیا در لندن که در سال ۱۰۱۷ هجری استنساخ شده‌است.
2. نسخهٔ دیگر در موزهٔ بریتانیا که در سال ۱۲۷۴ هجری نوشته شده‌است.
3. متن چاپی که در سال ۱۳۰۵ در تهران به چاپ رسیده و دارای غلط‌های بسیاری است.
4. نسخه‌ای که ادوارد برون از روی نسخهٔ عاشر افندی در استانبول استنساخ نموده و اصل نسخهٔ استانبول در سال ۸۳۵ هجری هجری در هرات نوشته شده‌است.

چهار مقاله به چندین زبان دیگر نیز ترجمه شده‌است. ترجمهٔ آن به زبان اردو توسط مولوی احمد حسن صاحب سوانی انجام شده است. ترجمهٔ عربی آن، تحت عنوان المقالات الاربع، توسط عبدالوهاب عظام و یحیی حشاب، با ترجمه‌هایی مختصر از یادداشت‌های قزوینی در ضمیمهٔ آن منتشر شد. براون متعاقباً ترجمهٔ خود را اصلاح کرد و نسخهٔ اصلاح‌شدهٔ او به همراه ترجمه‌های مختصر از یادداشت‌های محمد قزوینی در سال ۱۹۱۹ منتشر شد و با عنوان ترجمهٔ اصلاح‌شدهٔ چهار مقاله (چهار گفتار) چاپ شد.  گفتار چهارم، در مورد پزشکی و پزشکان، توسط عبدالباقی گلپنارلی به ترکی ترجمه شد و با خلاصه‌ای فرانسوی انتشار یافت. همهٔ چهار مقاله توسط ایزابله دو گاستین به فرانسوی ترجمه شده‌است. این ترجمه بر اساس متن محمد معین و شامل پیشگفتار و یادداشت‌هایی است که برگرفته از نظرات قزوینی و نویسندگان مختلف قرون وسطی و محققان مدرن غربی است.. ترجمهٔ کامل روسی توسط بائوسکی و  وروژیکینا تهیه شد.

## نقد
محمد معین، مجتبی مینوی و محمد قزوینی ارزش و اعتبار تاریخی چهارمقاله را زیر سؤال برده‌اند و برای آن بیش از دویست غلط تاریخی برشمرده‌اند. به اعتقاد معین، نظامی در این کتاب اسامی افراد را با یکدیگر خلط کرده، تقدم تاریخی رویدادها را در نظر نگرفته و در ضبط وقایع، دقت کافی به عمل نیاورده‌است.
غلامحسین یوسفی عقیده دارد که نویسندهٔ چهار مقاله تسلط کاملی بر نثر فارسی داشته و درک خوبی از مفاهیم فلسفی، دانش نجوم، و پزشکی داشته‌است و از نظر وقایع تاریخی و روایت زندگی دانشمندان و ادیبان نیز حائز اهمیت است و لحن آن الگویی از نثرنویسی خوب فارسی را ارائه می‌دهد.